# Platytachina atricornis
Platytachina atricornis là một loài ruồi trong họ Tachinidae.